# Tu scendi dalle stelle
«Tu scendi dalle stelle» (en català «Tu baixes dels estels») és una nadala italiana composta per Alfons Maria de Liguori l'any 1754 a Nola.

## Lletra
Tu scendi dalle stelle,

o Re del cielo,

e vieni in una grotta al freddo e al gelo. (2 v.)
O Bambino mio divino,

io ti vedo qui a tremar;

o Dio beato!

Ah, quanto ti costò l'avermi amato! (2 v.) 
A te che sei del mondo

il Creatore,

mancano panni e fuoco, o mio Signore. (2 v.) 
Caro eletto pargoletto,

quanto questa povertà

più m'innamora,

Giacché ti fece amor povero ancora.

Traducció al català:
Baixes dels estels

oh Rei del Cel,

i véns a una cova al fred i al gel.

Oh Noiet meu diví,

jo et veig aquí tremolar;

Oh Déu sant!

ah, com et va costar haver-me estimat!

A tu que ets del món

el Creador

manquen vestit i foc, oh Senyor meu!

Estimat nen, escollit,

aquesta mateixa pobresa més m'enamora;

car l'amor et va fer encara més pobre.